# Pulau Wawonii
Pulau Wawonii är en ö i Indonesien.   Den ligger i provinsen Sulawesi Tenggara, i den centrala delen av landet, 1 800 km öster om huvudstaden Jakarta. Arean är 715 kvadratkilometer.
Terrängen på Pulau Wawonii är kuperad. Öns högsta punkt är 894 meter över havet. Den sträcker sig 31,6 kilometer i nord-sydlig riktning, och 35,9 kilometer i öst-västlig riktning.